# تام ریج
تام ریج (انگلیسی: Tom Ridge؛ زادهٔ ۲۶ اوت ۱۹۴۵) سیاست‌مدار اهل ایالات متحده آمریکا است.
وی همچنین برندهٔ جوایزی همچون نشان ستاره برنزی شده‌است.